# Stubbs the Zombie in Rebel Without a Pulse
Stubbs the Zombie in Rebel Without a Pulse – gra akcji traktująca o Zombie, została wyprodukowana przez amerykańskie studio Wideload Games oraz wydana w 2005 roku przez Aspyr Media.

## Rozgrywka
Gra została wydana 15 listopada 2005 roku na komputery osobiste oraz 18 października 2005 roku na konsolę Xbox 360. Gracz może obserwować akcję z perspektywy pierwszej lub trzeciej osoby. Edward „Stubbs” Stubblefield był komiwojażerem, w latach trzydziestych dwudziestego wieku, szukał sposobu na zarobienie dużej ilości gotówki. Podczas jednej z wypraw do stanu Pensylwania został napadnięty, brutalnie pobity i zamordowany. 26 lat później (w 1959 roku) miliarder Andrew Monday chce zbudować monument który ma zaspokoić jego własne ego – miasto przyszłości o nazwie Punchbowl, w którym Amerykanie mogliby szukać rozrywki i szczęścia. Andrew Monday nie wiedział, że jego miasto zostało zbudowane na miejscu spoczynku Stubbsa, który został przebudzony do życia. Futurystyczne miasto jest pełne świateł, drapaczów chmur oraz wielu maszyn. Stubbs szuka odpowiedzi na pytanie, kto go zabił i dlaczego został przebudzony do życia. W grze zastosowano odpowiedni arsenał broni: eksplodujące granaty stworzone z jelit, plwocina do ataków na odległość, odrywana ręka, która potrafi przedostać się przez wąskie przejścia lub sama głowa. Gra została stworzona na bazie silnika wykorzystanego wcześniej w grze Halo: Combat Evolved.